# Wiśniewski Cove
Die Wiśniewski Bay (englisch für polnisch Zatoka Wiśniewskiego) ist eine Bucht an der Johannes-Paul-II.-Küste von King George Island im Archipel der Südlichen Shetlandinseln. Sie liegt zwischen dem Sygit Point und dem Musialski Point.
Polnische Wissenschaftler benannten sie 1984 nach Lech Wiśniewski, Techniker auf King George Island bei der von 1980 bis 1981 durchgeführten polnischen Antarktisexpedition.